# Via Dinarica

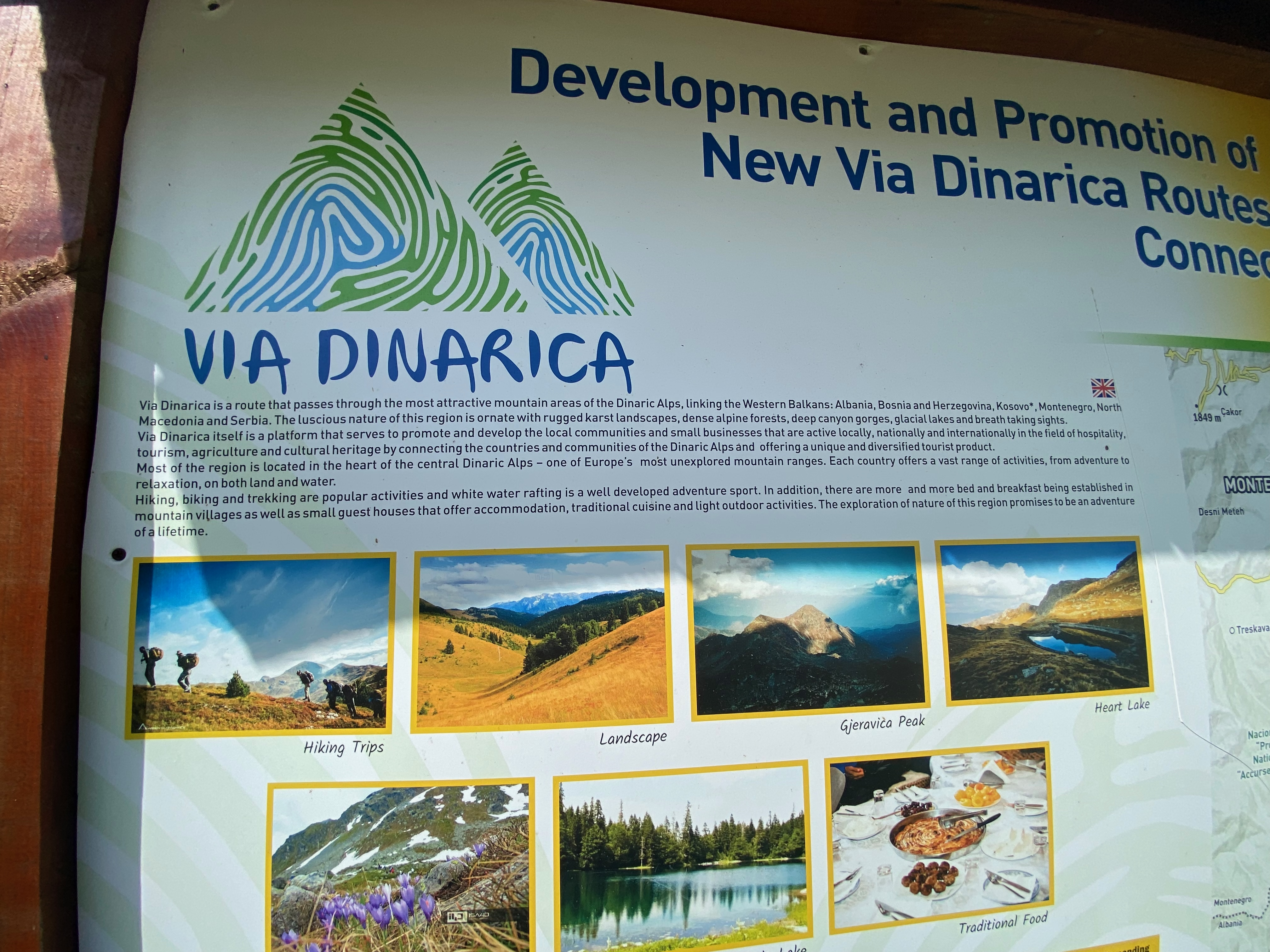
Via Dinarica

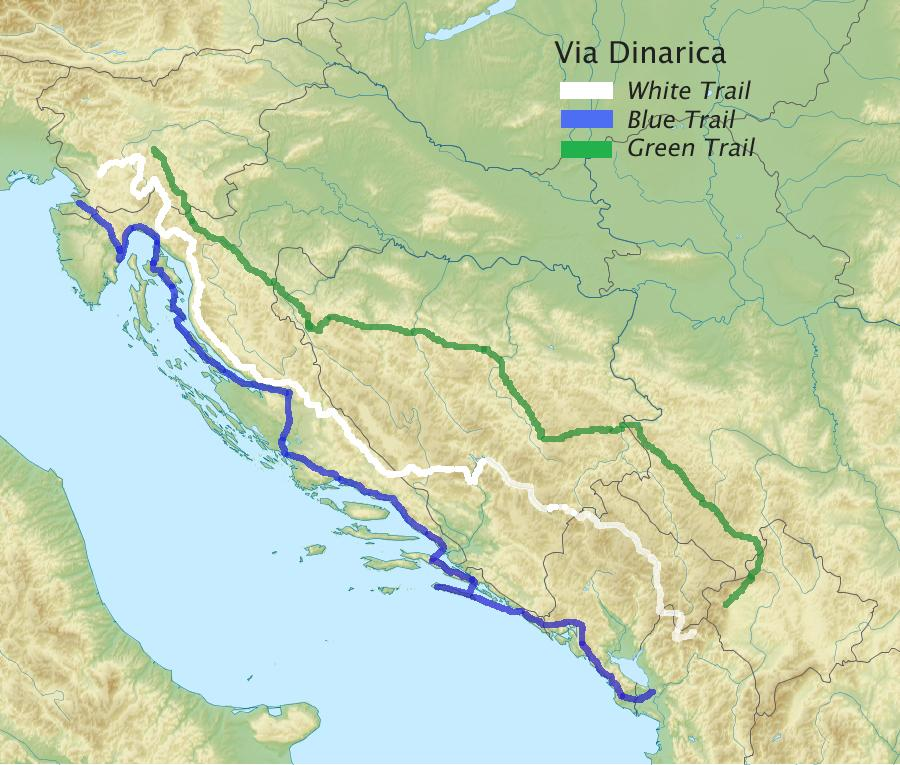

De Via Dinarica is een gemarkeerd langeafstandswandelpad door de Dinarische Alpen in Slovenië, Kroatië, Bosnië-Herzegovina, Montenegro, Servië, Kosovo en Albanië. Er zijn drie routes: de Witte Route, de Blauwe Route en de Groene Route. Het pad werd gecreëerd in 2010. Sinds 2024 bestaat ook de langeafstandsfietsroute Trans Dinarica.